# I Love DDP
I Love DDP è il terzo album della DDP, pubblicato dall'etichetta Minoia Records nel 2005.

## Tracce
1. Mi ami
2. Un altro giorno in città
3. Pubblici nemici
4. L'inverso
5. Così come sei
6. Pieno effetto
7. Superstar
8. La risposta
9. Gente profonda
10. Coktailz
11. Un'altra storia
12. Rumori
13. Il gioco del rap